# Casalbeltrame
Casalbeltrame est une commune italienne d'environ 1 000 habitants, située dans la province de Novare, dans la région du Piémont, dans le nord-ouest de l'Italie.
Elle fait partie du parc naturel delle Lame del Sesia (it)

## Monuments et patrimoine
L'église paroissiale Santa Maria Assunta : Le bâtiment actuel est des XVIIIe et XIXe siècles, mais sa construction est certainement beaucoup plus tôt comme en témoigne, entre autres, le clocher, les murs romans et les fresques trouvées dans les greniers existants (scènes de la vie du Christ, XVe siècle). Annexée à l'église se trouve la crypte du saint martyr San Novello.
La villa Bracorens Savoiroux (XVIIIe siècle).
Château et musée historique et ethnographique de l'outil agricole « L Civel ».

## Administration
| Période                                  | Période | Identité | Étiquette | Qualité |
| ---------------------------------------- | ------- | -------- | --------- | ------- |
|                                          |         |          |           |         |
| Les données manquantes sont à compléter. |         |          |           |         |

### Communes limitrophes
Biandrate, Casalino, Casalvolone, San Nazzaro Sesia.